# Ris-Orangis
Ris-Orangis je francouzská obec v departementu Essonne v regionu Île-de-France. Leží 23 kilometrů jihovýchodně od Paříže.

## Jméno obce
Jméno obce je odvozeno z latinského slova rico. V roce 1793 vznikla obec pod jménem Ris, část Orangis byla přidána v roce 1801.

## Geografie
Sousední obce: Grigny, Draveil, Fleury-Mérogis, Soisy-sur-Seine, Bondoufle, Courcouronnes a Évry.
Obcí protéká řeka Seina.

## Památky
- kostel Panny Marie z 19. století
- zámek Trousseau ze 17. století

## Vývoj počtu obyvatel
Počet obyvatel

## Osobnosti obce
- Louis Couturat, filozof a matematik

## Doprava
Obec je dostupná autobusy a RER D.

## Náboženství
Pro věřící jsou v obci k dispozici dva římskokatolické kostely, dvě protestantská centra, mešita a synagoga.

## Partnerská města
- Salfeet
- Tel Mond